# Pancshuwa Deurali
Pancshuwa Deurali (nep. पञ्चकुवा देउराली) – gaun wikas samiti w zachodniej części Nepalu w strefie Gandaki w dystrykcie Gorkha. Według nepalskiego spisu powszechnego z 2001 roku liczył on 1724 gospodarstw domowych i 8257 mieszkańców (4406 kobiet i 3851 mężczyzn).